# Gouvernement Giórgos Papandréou
Pour les articles homonymes, voir gouvernement Papandréou.
IIIe République hellénique
K. Karamanlís II Papadímos
Le gouvernement Giórgos Papandréou (en grec moderne : Κυβέρνηση Γεωργίου Α. Παπανδρέου) est le gouvernement de la République hellénique entre le 7 octobre 2009 et le 11 novembre 2011, sous la XIIIe législature du Parlement.
Il est dirigé par le socialiste Giórgos Papandréou, vainqueur des élections législatives. Il succède au second gouvernement du conservateur Kóstas Karamanlís et cède le pouvoir au gouvernement d'union nationale de l'indépendant Loukás Papadímos après le déclenchement de la crise de la dette publique et son extension au niveau européen.

## Historique
Dirigé par le nouveau Premier ministre socialiste Giórgos Papandréou, fils et petit-fils des anciens Premiers ministres Andréas Papandréou et Geórgios Papandréou, ce gouvernement est constitué et soutenu par le Mouvement socialiste panhellénique (PASOK). Seul, il dispose de 160 députés sur 300, soit 53,3 % des sièges du Parlement.
Il est formé à la suite des élections législatives anticipées du 4 octobre 2009.
Il succède donc au second gouvernement du conservateur Kóstas Karamanlís, constitué et soutenu par la seule Nouvelle Démocratie (ND), au pouvoir depuis mars 2004.

### Formation
Lors du scrutin, le PASOK parvient à sortir de cinq années d'opposition en gagnant près de six points, soit 43,9 % des suffrages exprimés. Il devance ainsi la ND, qui réalise à l'époque son plus mauvais résultat avec 33,5 % des voix et 91 députés, de dix points. À la gauche du PASOK, le Parti communiste de Grèce (KKE) et la Coalition de la gauche radicale (SYRIZA) réunissent 34 élus, tandis qu'à la droite de la ND l'Alerte populaire orthodoxe (LAOS) renforce sa présence dans l'assemblée avec 15 parlementaires.
Papandréou est assermenté au palais présidentiel d'Athènes par le président de la République Károlos Papoúlias le 6 octobre, deux jours après le scrutin. Son équipe de 15 ministres, dans laquelle il exerce personnellement la direction du ministère des Affaires étrangères, prête serment et entre en fonction le lendemain.
Alors que le président des Verts écologistes (OP) Nikos Chrysogelos a refusé d'occuper le poste de ministre de l'Environnement, la composition de l'exécutif relève de l'équilibre entre les courants du PASOK, associant aux partisans de Papandréou des alliés de son rival, le nouveau ministre de la Défense Evángelos Venizélos, dans un objectif de réconcilitation interne.

### Succession
Le mandat du gouvernement est principalement marqué par la crise de la dette publique grecque. Le 9 novembre 2011, après s'être mis d'accord avec le président de la ND Antónis Samarás pour former un gouvernement d'unité nationale, Giórgos Papandréou annonce publiquement sa démission puis la remet au chef de l'État. Il est remplacé deux jours plus tard par l'indépendant Loukás Papadímos, ancien gouverneur de la Banque de Grèce puis vice-président de la Banque centrale européenne, qui constitue un cabinet de large entente entre le PASOK, la ND et le LAOS, après que ces trois partis n'ont pas réussi à s'entendre sur la désignation du président socialiste du Parlement, Phílippos Petsálnikos.

## Composition

### Initiale (6 octobre 2009)
| Portefeuille | Titulaire | Titulaire                   | Parti |
| --- | --------- | --------------------------- | ----- |
| Premier ministre Ministre des Affaires étrangères                                                                                        |           | Giórgos Papandréou          | PASOK |
| Vice-Premier ministre Chargé du Conseil de gouvernement, des Affaires étrangères et de la Défense Chargé du Conseil économique et social |           | Theódoros Pángalos          | PASOK |
| Ministre de l'Intérieur, de la Décentralisation et de l'Administration électronique                                                      |           | Yánnis Ragoússis            | PASOK |
| Ministre des Finances |           | Giórgos Papakonstantínou    | PASOK |
| Ministre de la Défense nationale |           | Evángelos Venizélos         | PASOK |
| Ministre de l'Économie, de la Compétitivité et de la Marine                                                                              |           | Loúka Katséli               | PASOK |
| Ministre de l'Environnement, de l'Énergie et du Changement climatique                                                                    |           | Tína Birbíli                | PASOK |
| Ministre de l'Éducation, de la Formation continue et des Religions                                                                       |           | Ánna Diamantopoúlou         | PASOK |
| Ministre des Infrastructures, des Transports et des Réseaux                                                                              |           | Dimítris Réppas             | PASOK |
| Ministre du Travail et de la Sécurité sociale                                                                                            |           | Andréas Lovérdos            | PASOK |
| Ministre de la Santé et de la Solidarité sociale                                                                                         |           | Marilíza Xenogiannakopoúlou | PASOK |
| Ministre du Développement rural et de l'Alimentation                                                                                     |           | Aikateríni Batzéli          | PASOK |
| Ministre de la Justice, de la Transparence et des Droits de l'homme                                                                      |           | Háris Kastanídis            | PASOK |
| Ministre de la Protection du citoyen |           | Michális Chryssohoïdis      | PASOK |
| Ministre de la Culture et du Tourisme |           | Pávlos Geroulános           | PASOK |
| Ministre d'État |           | Háris Paboúkis              | PASOK |

### Remaniement du 7 septembre 2010
- Les nouveaux ministres sont indiqués en gras, ceux ayant changé d'attributions le sont en italique.

| Portefeuille | Titulaire | Titulaire                | Parti |
| --- | --------- | ------------------------ | ----- |
| Premier ministre |           | Giórgos Papandréou       | PASOK |
| Vice-Premier ministre Chargé du Conseil de gouvernement, des Affaires étrangères et de la Défense Chargé du Conseil économique et social |           | Theódoros Pángalos       | PASOK |
| Ministre de l'Intérieur, de la Décentralisation et de l'Administration électronique                                                      |           | Yánnis Ragoússis         | PASOK |
| Ministre des Finances |           | Giórgos Papakonstantínou | PASOK |
| Ministre des Affaires étrangères |           | Dimítris Droútsas        | PASOK |
| Ministre de la Défense nationale |           | Evángelos Venizélos      | PASOK |
| Ministre de l'Économie, de la Compétitivité et de la Marine                                                                              |           | Michális Chryssohoïdis   | PASOK |
| Ministre des Affaires maritimes, des Îles et de la Pêche                                                                                 |           | Yánnis Diamantídis       | PASOK |
| Ministre de l'Environnement, de l'Énergie et du Changement climatique                                                                    |           | Tína Birbíli             | PASOK |
| Ministre de l'Éducation, de la Formation continue et des Religions                                                                       |           | Ánna Diamantopoúlou      | PASOK |
| Ministre des Infrastructures, des Transports et des Réseaux                                                                              |           | Dimítris Réppas          | PASOK |
| Ministre du Travail et de la Sécurité sociale                                                                                            |           | Loúka Katséli            | PASOK |
| Ministre de la Santé et de la Solidarité sociale                                                                                         |           | Andréas Lovérdos         | PASOK |
| Ministre du Développement rural et de l'Alimentation                                                                                     |           | Konstantínos Skandalídis | PASOK |
| Ministre de la Justice, de la Transparence et des Droits de l'homme                                                                      |           | Háris Kastanídis         | PASOK |
| Ministre de la Protection du citoyen |           | Chrístos Papoutsís       | PASOK |
| Ministre de la Culture et du Tourisme |           | Pávlos Geroulános        | PASOK |
| Ministre d'État |           | Háris Paboúkis           | PASOK |

### Remaniement du 17 juin 2011
- Les nouveaux ministres sont indiqués en gras, ceux ayant changé d'attributions le sont en italique.

| Portefeuille | Titulaire | Titulaire                | Parti |
| --- | --------- | ------------------------ | ----- |
| Premier ministre |           | Giórgos Papandréou       | PASOK |
| Vice-Premier ministre Chargé du Conseil de gouvernement, des Affaires étrangères et de la Défense Chargé du Conseil économique et social |           | Theódoros Pángalos       | PASOK |
| Vice-Premier ministre Ministre des Finances                                                                                              |           | Evángelos Venizélos      | PASOK |
| Ministre de l'Intérieur, de la Décentralisation et de l'Administration électronique                                                      |           | Yánnis Ragoússis         | PASOK |
| Ministre des Affaires étrangères |           | Stávros Lambrinídis      | PASOK |
| Ministre de la Défense nationale |           | Pános Beglítis           | PASOK |
| Ministre de l'Économie, de la Compétitivité et de la Marine                                                                              |           | Michális Chryssohoïdis   | PASOK |
| Ministre des Affaires maritimes, des Îles et de la Pêche                                                                                 |           | Yánnis Diamantídis       | PASOK |
| Ministre de l'Environnement, de l'Énergie et du Changement climatique                                                                    |           | Giórgos Papakonstantínou | PASOK |
| Ministre de l'Éducation, de la Formation continue et des Religions                                                                       |           | Ánna Diamantopoúlou      | PASOK |
| Ministre des Infrastructures, des Transports et des Réseaux                                                                              |           | Yánnis Ragoússis         | PASOK |
| Ministre du Travail et de la Sécurité sociale                                                                                            |           | Geórgios Koutroumánis    | PASOK |
| Ministre de la Santé et de la Solidarité sociale                                                                                         |           | Andréas Lovérdos         | PASOK |
| Ministre du Développement rural et de l'Alimentation                                                                                     |           | Konstantínos Skandalídis | PASOK |
| Ministre de la Justice, de la Transparence et des Droits de l'homme                                                                      |           | Miltiádis Papaïoánnou    | PASOK |
| Ministre de la Protection du citoyen |           | Chrístos Papoutsís       | PASOK |
| Ministre de la Culture et du Tourisme |           | Pávlos Geroulános        | PASOK |
| Ministre d'État |           | Elias Mosialos           | PASOK |

### Remaniement du 27 juin 2011
- Les nouveaux ministres sont indiqués en gras, ceux ayant changé d'attributions le sont en italique.

| Portefeuille | Titulaire | Titulaire                | Parti |
| --- | --------- | ------------------------ | ----- |
| Premier ministre |           | Giórgos Papandréou       | PASOK |
| Vice-Premier ministre Chargé du Conseil de gouvernement, des Affaires étrangères et de la Défense Chargé du Conseil économique et social |           | Theódoros Pángalos       | PASOK |
| Vice-Premier ministre Ministre des Finances                                                                                              |           | Evángelos Venizélos      | PASOK |
| Ministre des Réformes administratives et de l'Administration électronique                                                                |           | Dimítris Réppas          | PASOK |
| Ministre de l'Intérieur |           | Háris Kastanídis         | PASOK |
| Ministre des Affaires étrangères |           | Stávros Lambrinídis      | PASOK |
| Ministre de la Défense nationale |           | Pános Beglítis           | PASOK |
| Ministre du Développement, de la Compétitivité et de la Marine                                                                           |           | Michális Chryssohoïdis   | PASOK |
| Ministre de l'Environnement, de l'Énergie et du Changement climatique                                                                    |           | Giórgos Papakonstantínou | PASOK |
| Ministre de l'Éducation, de la Formation continue et des Religions                                                                       |           | Ánna Diamantopoúlou      | PASOK |
| Ministre des Infrastructures, des Transports et des Réseaux                                                                              |           | Yánnis Ragoússis         | PASOK |
| Ministre du Travail et de la Sécurité sociale                                                                                            |           | Geórgios Koutroumánis    | PASOK |
| Ministre de la Santé et de la Solidarité sociale                                                                                         |           | Andréas Lovérdos         | PASOK |
| Ministre du Développement rural et de l'Alimentation                                                                                     |           | Konstantínos Skandalídis | PASOK |
| Ministre de la Justice, de la Transparence et des Droits de l'homme                                                                      |           | Miltiádis Papaïoánnou    | PASOK |
| Ministre de la Protection du citoyen |           | Chrístos Papoutsís       | PASOK |
| Ministre de la Culture et du Tourisme |           | Pávlos Geroulános        | PASOK |
| Ministre d'État |           | Elias Mosialos           | PASOK |